# Епархия Агарталы
Епархия Агарталы (лат. Dioecesis Agartalana) — епархия Римско-Католической церкви c центром в городе Агартала, Индия. Епархия Агарталы входит в митрополию Шиллонга. Кафедральным собором епархии Агарталы является Собор Святого Франциска Ксаверия.

## История
11 января 1996 года Римский папа Иоанн Павел II издал буллу Venerabiles Fratres, которой учредил епархию Агарталы, выделив её из епархии Силхара (сегодня — Епархия Аиджала).

## Ординарии епархии
- епископ Lumen Monteiro (11.01.1996 — по настоящее время).

## Источник
- Annuario Pontificio, Ватикан, 2007
- Булла Venerabiles Fratres  (лат.)